# Zastava 1300
De Zastava 1300 en de daarvan afgeleide Zastava 1500 zijn middenklasse personenauto's van de Joegoslavische autofabrikant Zavodi Crvena Zastava die tussen 1961 en 1979 werden geproduceerd in Kragujevac, tegenwoordig gelegen in Servië.

## Geschiedenis
De 1300 was het resultaat van een intensieve samenwerking tussen de regering van Joegoslavië (evenals andere regimes) en de Italiaanse firma Fiat. Zastava assembleerde diverse modellen van Fiat in licentie, waaronder de Fiat 1300 en Fiat 1500 die werden omgedoopt tot Zastava 1300/1500.
Van het model werden grotere aantallen gebouwd en Zastava zette de productie voort toen Fiat de productie van de 1300 stopzette. Zastava voerde slechts enkele kleine cosmetische veranderingen door en verkocht het model ook met succes in het buitenland. Toen het model in Italië uit productie ging, stapten veel kopers over op de Zastava-variant. Technisch had men de wagen, onder meer door bekrachtigde schijfremmen en tot slaapbanken neerklapbare stoelen, bij de tijd gehouden. De 1300 cc viercilindermotor leverde 60 pk, waarmee de auto 140 km/u bereikte. Eind 1963 werd het model geheel in eigen beheer gemaakt.
In 1972 bood de Nederlandse importeur Gremi uit Groningen de Zastava 1300 aan voor 8.390 gulden.
Als eigen carrosserievariant werd o.a. een ambulance genaamd "Sanitet" gebouwd. De later ook als 1500 (met 1500 cc-motor) geleverde auto bleef tot eind jaren zeventig in het programma. De Zastava 1300 en 1500 werden vervangen door de Zastava 101.